# Карпінеті
Карпінеті (італ. Carpineti) — муніципалітет в Італії, у регіоні Емілія-Романья,  провінція Реджо-Емілія.
Карпінеті розташоване на відстані близько 330 км на північний захід від Рима, 70 км на захід від Болоньї, 29 км на південь від Реджо-нелль'Емілії.
Населення — 4099 осіб (2014).
Щорічний фестиваль відбувається 24 листопада. 

## Демографія
Населення за роками:

Станом на 1 січня 2023 року в муніципалітеті офіційно проживали 303 іноземці з 29 країн, серед них 34 громадяни країн Євросоюзу та 19 громадян України.

## Сусідні муніципалітети
- Баїзо
- Казіна
- Кастельново-н-Монті
- Тоано
- В'яно
- Вілла-Міноццо